# 小黒八七郎
小黒 八七郎（おぐろ やなお、1929年〈昭和4年〉7月24日 - 1997年〈平成9年〉11月18日）は、日本の医師・内科学者・消化器病学者。学位は、医学博士（東京大学・1959年）。位階は従四位、勲三等瑞宝章受章。

## 人物
新潟県三島郡寺泊町（現長岡市）出身。
祖父は医師で儒学者、父親はじめ兄弟も医師。
新潟県立新潟中学校を経て1945年海軍兵学校に入学。その後、1953年東京大学医学部に入学、首席で卒業。
日本に内視鏡治療を広めたパイオニア、内視鏡レーザー治療による胃癌治療の第一人者である。
『胃癌の内視鏡診断の確立』により田宮記念賞受賞。
母校の第一内科研究生・講師を経て、1962年から国立がんセンターの内科医長・内視鏡部長を歴任。また日本消化器内視鏡学会長、レーザー内視鏡国際協力委員長を務める。

## 来歴
- 1959年10月、東京大学より医学博士の学位を取得
- 1960年5月、大森赤十字病院がんセンター勤務
- 1962年7月、国立がんセンター勤務
- 1965年4月、国立熱海病院放射線科医長、国立がんセンター胃カメラ検査室医長併任
- 1973年6月、国立がんセンター内視鏡医長
- 1974年2月、「胃がんの内視鏡診断の確立」により田宮記念賞受賞（国立がんセンター総長
- 1977年4月、東京大学医学部講師併任
- 1982年3月、内閣総理大臣辞令により科学技術庁会議専門委員（研究評価委員会委員）
- 1983年10月、筑波大学臨床医学系博士課程非常勤講師併任
- 1987年11月、医療関係者審議会専門委員（医師部会会員及び歯科医師部会会員、厚生大臣辞令）
- 1992年4月、国立がんセンター内視鏡部長
- 1994年2月、厚生省勤続30年表彰（厚生大臣）
- 1995年10月、日本学術会議、内視鏡学研究連絡会委員
- 1997年11月18日、胃癌のため68歳にて永眠
- 1997年11月18日、従四位勲三等瑞宝章受章

## 業績
- 癌の早期発見と治療のため、国際的に活躍。
- 世界で初めて早期癌の治療を内視鏡を使用し行った。
- 目盛り付き胃カメラや自動露出内視鏡など、癌の早期発見・治療に必要な器具を開発発明。

## 職歴・所属学会
- 国立がんセンター内視鏡部長
- 東京大学医学部講師
- 東邦大学医学部客員講師
- 科学技術庁会議専門委員（内閣総理大臣辞令）
- 日本レーザー医学会理事、評議員
- 国際YAGレーザーシンポジウム理事、事務局長
- 日本消化器内視鏡学会理事、関東支部長、指導医
- 日本消化器集団検診学会評議委員、指導医
- 日本癌治療学会財団評議員、元理事
- 胃癌研究会　施設代表者
- 日本内科学会　指導医

## 学会長歴
- 1986年10月：第32回日本消化器内視鏡学会総会（東京）
- 1986年11月：第3回国際Nd:YAGレーザーシンポジウム（東京）
- 1992年10月：第12回日本レーザー医学会大会（東京）
- 1992年10月：第6回国際Nd:YAGレーザーシンポジウム（東京）
- 1994年11月：第11回大腸検査研究総会（東京）
- 1997年5月：第35回日本消化器集団検診学会（東京）

## 国際学会・講演
- 1969年5月：アメリカ消化器・内視鏡学会
- 1966年9月：第一回国際消化器内視鏡学会TOKYO
- 1971年1月：タイ国立がんセンター技術協力
- 1971年11月：アメリカ、ブラジル、アルゼンチン、ベネズエラ、ペルー、チリ、ウルグアイ『パンアメリカ消化器学会』、ドミニカ共和国（胃がんの共同研究）
- 1972年11月：メキシコ、ベネズエラ、コロンビア、ペルー『ペルー癌学会』
- 1973年3月：イタリア『ヨーロッパ国際消化器学会』
- 1973年4月：『第一回アジア・太平洋内視鏡学会』京都（運営委員）
- 1974年10月：アメリカ、メキシコ『世界消化器・内視鏡学会』研究発表、ドミニカ共和国（胃がんの共同研究）
- 1977年6月：ペルー（技術協力、講演）、チリ（早期胃がんセンター技術協力）、コロンビア（公的技術協力）
- 1978年5月：スペイン『世界消化器・内視鏡学会』研究発表、フランス（パリ大学視察）、ドイツ
- 1979年1月：サウジアラビア（講演、実地指導）、エジプト（視察、講演）、イギリス、タイ国
- 1979年11月：アメリカ、ブラジル、アルゼンチン、コロンビア各地で講演
- 1980年2月：西ドイツ（講演、研究会議）、フランス、オーストリア
- 1980年9月：台湾『アジア・太平洋消化器内視鏡学会』（研究発表）
- 1980年10月：イタリア『イタリア外科学会』講演、サウジアラビア（視察、実地指導）。パキスタン（公用）

## 著書・編書
- 『胃カメラ診断学』（日本医学写真センター）
- 『胃消化管内視鏡診断学大系』第一巻（医学書院）
- 『内視鏡パラメディカルの進歩』Ⅰ、Ⅱ、Ⅲ巻（日本医学写真センター）
- 『胃癌と内視鏡検査』（羊土社）
- 『胃疾患胃カメラスライド集』（日本医学写真センター）
- 『消化管疾患X線解説集』（日本医学写真センター）
- 『癌治療におけるレーザー医学』（医学図書出版）
- 『第12回日本レーザー医学会大会論文集』（国立がんセンター内視鏡部）
- 『胃がんと消化器のがん』（読売新聞社）
- 『胃・大腸早期がんの検査と診断の実際』（ライフサイエンスセンター）
- 『消化管内視鏡検査とX線検査の実際』（メディカル・コア）
- 『上部消化管内視鏡検査法の実際』（メディカル教育研究社）
- 『正しい内視鏡検査と読影のためにー上部消化管ー』（メディカル教育社）
- 『胃内視鏡～診断学講座』通信講座（メディカル教育社）
- 『胃慢性胃炎と内視鏡』（田辺製薬）

## 親族
長女はエッセイスト、声優、ラジオ番組のパーソナリティとして活動していた小森まなみ（2024年に引退）。孫は医師で小説家のあさぎり水脈。